# Erdbeben im Gebiet des Río de la Plata 1888

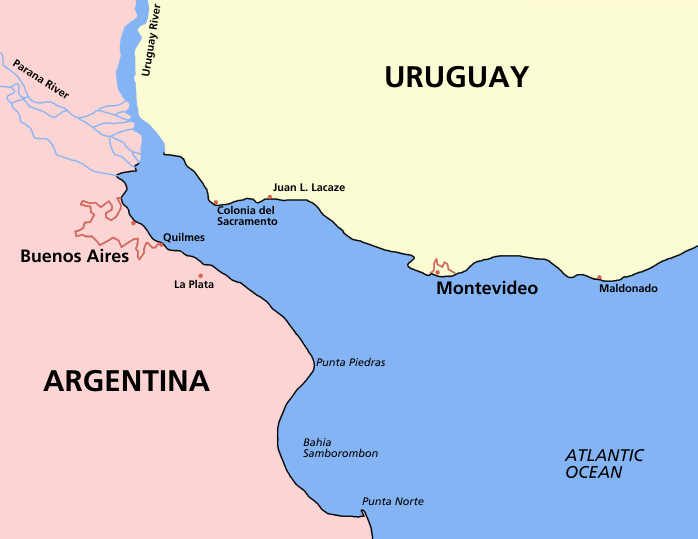
Karte des Gebiets

Am 5. Juni 1888 trat um 3.20 Uhr UTC-3 im Gebiet des Río de la Plata ein Erdbeben auf.
Es hatte eine Stärke von 5,5 auf der Richterskala. Sein Epizentrum lag dabei auf 34° 36′ 0″ S, 57° 53′ 59″ W, etwa 15 Kilometer südwestlich der Stadt Colonia del Sacramento und 42 Kilometer östlich der argentinischen Hauptstadt Buenos Aires mit dem Hypozentrum in einer Tiefe von 30 Kilometern.
Die Auswirkungen des Erdbebens, das zwischen 45 und 58 Sekunden dauerte und das größte Erdbeben in der Region darstellte, waren, neben den umliegenden Städten, unter anderem auch in der uruguayischen Hauptstadt Montevideo zu spüren. Sowohl in Buenos Aires als auch in Montevideo entstanden dabei leichte strukturelle Schäden. Ferner löste es Panik in der Bevölkerung aus.
Das Epizentrum lag im Bereich eines alten Grabenbruchs, der noch aus der Zeit der Entstehung des Atlantiks und des Aufbruchs von Südamerika und Afrika stammt, aber inzwischen geologisch zur Ruhe gekommen ist (Aulakogen). Der Grabenbruch verläuft längs der La Plata Mündung in den Atlantik zwischen Uruguay und Argentinien. Dort traten auch schon im August und September 1848 (Stärke etwa 5 auf der Modifizierten Mercalliskala) Beben auf und zuletzt 1988 (mit einer Stärke von 5,1 Raumwellenmagnitude). Das Beben von 1888 war aber das in den historischen Aufzeichnungen stärkste Beben in der La-Plata-Region und in Uruguay. Die Haupterdbebengebiete in Argentinien liegen im Westen in der Andenregion, wo zum Beispiel 1861 ein Beben die Stadt Mendoza zerstörte mit 6000 Toten.